# 克利夫兰躯干杀手
克利夫兰躯干杀手（Cleveland Torso Murderer）也被称作金斯伯里的疯狂屠夫（Mad Butcher of Kingsbury Run），是一位活跃于1930年代的美国俄亥俄州克利夫兰的連環殺手，身份至今未查明。此人惯用肢解手法，将12名被害人（身份已查明）的尸块丢弃在金斯伯里的贫困社区。绝大部分受害者都来自金斯伯里以东的“The Roaring Third”区域或“Hobo Jungle”区域，这一地帶以酒吧、赌窝、妓院以及无家可归者而闻名。当时时任克利夫兰公共安全总监的艾略特·內斯曾负责调查这些谋杀案，但凶手到最后也没有被缉拿归案。